# オリンピックの体操競技・女子メダリスト一覧
オリンピックの体操競技・女子メダリスト一覧（オリンピックのたいそうきょうぎ・じょしメダリストいちらん）は、1928年から2020年までのオリンピックの体操（体操競技、新体操、トランポリン）における女子メダリストの一覧である。

## 体操競技

### 現行種目

#### 団体総合
| 大会名                | 金 | 銀 | 銅 |
| --------------------- | --- | --- | --- |
| 1928 アムステルダム   | オランダ (NED) エステラ・アグステリッベ ヤコミナ・ファン・デン・ベルグ アリダ・ファン・デン・ボス ペトロネッラ・ビュルガーホフ エルカ・ド・ルビエ ヘレナ・ノルドハイム アンナ・ドレスデン=ポラック ペトロネッラ・ファン・ランドヴィーク ヘンドリッカ・ファン・ルムト ユド・シモンズ ヤコバ・シュテルマ アンナ・ファン・ダー・ウェクト | イタリア (ITA) ビアンカ・アンブロセッティ ラビニア・ジアノーニ ルイジーナ・ジアボッティ ヴァージニア・ジョルジ ジェルマナ・マラバルバ クララ・マランゴーニ ルイジーナ・ペルヴェールシ ディアナ・ピッツァヴィーニ ルイーザ・タンジーニ カロリナ・トロンコニ イネス・ベルセッシ リタ・ヴィッタディーニ | イギリス (GBR) アニー・ブロードベント ルーシー・デスモンド マーガレット・ハートリー エミー・ジャガー イザベル・ジャッド ジェシー・カイト マージョリー・モアマン エディス・ピックルズ エセル・セイモア エイダ・スミス ヒルダ・スミス ドリス・ウッズ |
| 1936 ベルリン         | ドイツ (GER) アニタ・ベルヴィース エルナ・ビュルガー イゾルデ・フローリアン フリードル・イビー トルーディ・メイヤー ポーラ・ポールセン ジュリエ・シュミット ケーテ・ソネマン | チェコスロバキア (TCH) ヴラスタ・ジェカノヴァ マチルダ・パルフィオヴァ ヤロスラヴァ・バイエロヴァ ボジェナ・ドベショヴァ ヴラスタ・フォルトヴァ アンナ・フルジェブルジノヴァ ズデンカ・ヴェルジュミルジョフスカ マリエ・ヴェトロフスカ                                                               | ハンガリー (HUN) ツィリク・マルギット カロツァイ・マルギット マダリー・イロナ メージャーロス・ガブリエッラ ナジー・マルギット テレス・オルガ トース・ユディ フォイト・エステル                                                                     |
| 1948 ロンドン         | チェコスロバキア (TCH) ズデンカ・ホンソヴァ マリエ・コバルジョヴァ ミロスラヴァ・ミサコヴァ ミレーナ・ミュレロヴァ ヴィエラ・ルージチコヴァ オルガ・シュイルハノヴァ ボジェナ・スルンコヴァ ズデンカ・ベルジュミルジョフスカ | ハンガリー (HUN) バラース・エルジェーベト カルチィツ・イレーン フェヘール・アンナ クテレシュ・エルジェーベト タシュー・オルガ ナジー=サーンドル・マルギット ペレーニー=ウェッキンゲル・エディト ザライ=ケヴィ・マーリア                                                                              | アメリカ合衆国 (USA) ラディスラヴァ・バキャニク マリアン・バロン ドロシー・ダルトン メタ・エルスト コンセッタ・レンズ ヘレン・シファーノ クララ・スクロース アニタ・シモニス                                                                       |
| 1952 ヘルシンキ       | ソビエト連邦 (URS) マリア・ゴロホフスカヤ ニーナ・ボシャロワ ペラゲワ・ダニロワ メデヤ・ジュゲリ エカテリーナ・カリンチュク ガリーナ・ミナイチェワ ガリーナ・シャムライ ガリーナ・ウルバニコフ | ハンガリー (HUN) ケレティ・アーグネシュ コロンディ・マルギット タシュー・オルガ ボドー・アンドレア クテレシュ・エルジェーベト ダルハージ=カルチッツ・イレーン ペレーニー=ウェッキンゲル・エディト ケヴィ=ザライ・マーリア                                                                            | チェコスロバキア (TCH) ハナ・ボブコヴァ アレーナ・ハディモヴァ イアナ・ラバソヴァ アレーナ・レイホヴァ マチルダ・シュイノヴァ ボジェナ・スルンコヴァ ヴィエラ・ヴァンチュロヴァ エヴァ・ヴィエフトヴァ                                             |
| 1956 メルボルン       | ソビエト連邦 (URS) ポリーナ・アスタホワ ラリサ・ラチニナ リディア・イワノワ=カリニナ タマーラ・マニナ ソフィア・ムラトワ リュドミラ・エゴロワ | ハンガリー (HUN) ケレティ・アーグネシュ コロンディ・マルギット タシュー・オルガ ボドー・アンドレア クテレシュ・エルジェーベト ケルテース・アリーズ | ルーマニア (ROM) ジョーゼタ・フルムザキ ソニア・イオヴァン エレーナ・レウステアヌ エミリア・リタ=バタショイュ エレーナ・ニクレシュ=マルガリット エレーナ・サカリキ                                                                                 |
| 1960 ローマ           | ソビエト連邦 (URS) ポリーナ・アスタホワ ラリサ・ラチニナ リディア・イワノワ=カリニナ ソフィア・ムラトワ マルガリータ・ニコラエワ タマラ・ザモタイロワ=リュヒナ | チェコスロバキア (TCH) エヴァ・ボサコヴァ=ベクトヴァ ベラ・チャスラフスカ マチルダ・マトウスコヴァ=シュイノヴァ ハナ・ルジコヴァ リュドミラ・シュベドヴァ アドフィナ・チャシコヴァ=タコヴァ | ルーマニア (ROM) アタナシア・イオネスク ソニア・イオヴァン エレーナ・レウステアヌ エミリア・リタ=バタショイュ エレーナ・ニクレシュ=マルガリット ウタ・ポレチアヌ                                                                                   |
| 1964 東京             | ソビエト連邦 (URS) ポリーナ・アスタホワ ラリサ・ラチニナ リュドミラ・グロモワ タマーラ・マニナ エレーナ・ボルチェスカヤ タマラ・ザモタイロワ=リュヒナ | チェコスロバキア (TCH) ベラ・チャスラフスカ マリア・クライシノヴァ ヤナ・クビコヴァ=ポシュネロヴァ ハナ・ルジコヴァ ヤロスラヴァ・セドラコヴァ アドルフィナ・ツァシコヴァ=タコヴァ | 日本 (JPN) 池田敬子 相原俊子 小野清子 中村多仁子 辻宏子 千葉吟子 |
| 1968 メキシコシティ   | ソビエト連邦 (URS) リュボフ・ブルダ オルガ・カラショワ ナタリア・クチンスカヤ ラリサ・ペトリク リュドミラ・ツリシチェワ ジナイダ・ボローニナ | チェコスロバキア (TCH) ベラ・チャスラフスカ マリア・クライシノヴァ ヤナ・クビコヴァ=ポシュネロヴァ ハナ・リスコヴァ ボフミラ・リムナコヴァ ミロスラヴァ・シュクレニコヴァ | 東ドイツ (GDR) マリッツァ・バウアーシュミット カリン・ヤンツ マリアンヌ・ノアク マグダレナ・シュミット ウテ・シュタルク エリカ・ズコルド |
| 1972 ミュンヘン       | ソビエト連邦 (URS) リュボフ・ブルダ オルガ・コルブト アントニーナ・コーシェル タマラ・ラザコビッチ エルビラ・サーディ リュドミラ・ツリシチェワ | 東ドイツ (GDR) イレーネ・アベル アンジェリカ・ヘルマン カリン・ヤンツ リカルダ・シュメイバー クリスティン・シュミット エリカ・ズコルド | ハンガリー (HUN) ベーケーシ・イローナ シャーザール・モーニカ クレメン・マールタ ケリー・アニコー メドベツキー・クリスティナ ナジー・スザンナ |
| 1976 モントリオール   | ソビエト連邦 (URS) マリア・フィラトワ スベトラナ・グロズドワ ネリー・キム オルガ・コルブト エルビラ・サーディ リュドミラ・ツリシチェワ | ルーマニア (ROM) ナディア・コマネチ マリアナ・コンスタンチン ゲオルギータ・ガボー アンカ・グリゴラス ガブリエラ・トゥルスカ テオドラ・ウングレアヌ | 東ドイツ (GDR) カロラ・ドンベック ジッタ・エッシャー カースティン・ゲルショー アンジェリカ・ヘルマン マリオン・キッシュ シュテフィ・クラーケル |
| 1980 モスクワ         | ソビエト連邦 (URS) エレナ・ダビドワ マリア・フィラトワ ネリー・キム エレナ・ナイムシナ ナタリア・シャポシュニコワ ステラ・ザハロワ | ルーマニア (ROM) ナディア・コマネチ ロディカ・デュンカ エミリア・エベルレ メリタ・リューン ドミトリア・ツルネル クリスティーナ・グリゴラス | 東ドイツ (GDR) マキシ・グナウク シルビア・ヒンドルフ シュテフィ・クラケル カタリナ・レンシュ カロラ・シュベ ビルギット・ズース |
| 1984 ロサンゼルス     | ルーマニア (ROM) シモナ・ポーカ ミハエラ・スタヌレト エカテリーナ・サボー ラヴィニア・アガケ ローラ・クチナ クリスティーナ・グリゴラス | アメリカ合衆国 (USA) ジュリアンヌ・マクナマラ メアリー・ルー・レットン トレイシー・タラヴェラ パメラ・ビレック ミシェル・デュッセ キャシー・ジョンソン | 中国 (CHN) 陳永妍 黄群 馬燕紅 呉佳妮 周萍 周秋瑞 |
| 1988 ソウル           | ソビエト連邦 (URS) エレーナ・シェフチェンコ エレーナ・シュシュノワ オルガ・ストラジェワ スベトラーナ・バイトワ スベトラーナ・ボギンスカヤ ナタリア・ラシェノワ | ルーマニア (ROM) ガブリエラ・ポトラック ダニエラ・シリバシュ カメリア・ボイネア アウレリア・ドブレ エウゲニア・ゴレア セレスティナ・ポパ | 東ドイツ (GDR) ウルリケ・クロッツ ベッチナ・シーファーデッカー ドルテ・シュームラー=ポーラ ガブリエル・ファーンリッヒ マルティナ・イェンチ ダグマー・ケルステン                                                                                    |
| 1992 バルセロナ       | EUN (EUN) エレーナ・グルドネワa タチアナ・グツー タチアナ・リセンコ スベトラーナ・ボギンスカヤ オクサナ・チュソビチナ ローザ・ガリエワ | ルーマニア (ROM) ラビニア・ミロソビッチ マリア・ネクリナ ミレラ・アナ・パスカ クリスティーナ・ボンタシュ ジーナ・ゴージャン ハンダ・ハダレアン | アメリカ合衆国 (USA) ケリー・ストラグ キム・ズメスカル シャノン・ミラー ベティ・オキノ ウェンディ・ブルース ドミニク・ドーズ |
| 1996 アトランタ       | アメリカ合衆国 (USA) ケリー・ストラグ シャノン・ミラー ドミニク・モセアヌ ジェイシー・フェルプス アマンダ・ボーデン エイミー・チャウ ドミニク・ドーズ | ロシア (RUS) オクサナ・リャピナ スベトラーナ・ホルキナ ディナ・コチェトコワ エフゲニヤ・クズネツォワ エレナ・ドルゴポロワ ローザ・ガリエワ エレナ・グロシェワ | ルーマニア (ROM) ミレラ・ツグラン ラビニア・ミロソビッチ ジーナ・ゴージャン イオネラ・ロアイエス アレクサンドラ・マリネスク シモナ・アマナール |
| 2000 シドニー         | ルーマニア (ROM) マリア・オラルー クラウディア・プレサカン アンドレーア・ラドゥカン シモナ・アマナール ロレダナ・ボボク アンドレーア・イサレスク | ロシア (RUS) エレーナ・プロドノワ アンナ・チェペレワ エレーナ・ザモロドチコワ スベトラーナ・ホルキナ アナスタシア・コレスニコワ エカテリーナ・ロバズニュク | アメリカ合衆国 (USA) エミー・チョウ ジェイミー・ダンチャー ドミニク・ドーズ クリステン・マロニー エリス・レイ ターシャ・シュワイカート |
| 2004 アテネ           | ルーマニア (ROU) カタリーナ・ポノル モニカ・ロシュ オアナ・バン アレクサンドラ・エレミア ニコレッタ・ダニエラ・ソフロニエ シルビア・ストロエスク | アメリカ合衆国 (USA) アニア・ハッチ テリン・ハンフリー コートニー・クペッツ モヒニ・バハドワージ カーリー・パターソン コートニー・マックール | ロシア (RUS) スベトラーナ・ホルキナ エレーナ・ザモロドチコワ リュドミラ・エジョワ アンナ・パブロワ マリア・クリウチコワ ナタリア・ジガンシナ |
| 2008 北京             | 中国 (CHN) 程菲 鄧琳琳 何可欣 江鈺源 李珊珊 楊伊琳 | アメリカ合衆国 (USA) ショーン・ジョンソン ナスティア・リューキン チェルシー・メンメル サマンサ・ペシェク アリシア・サクラモーン ブリジット・スローン | ルーマニア (ROU) アンドレア・アカトリネイ ガブリエラ・ドラゴイ アンドレア・グリゴレ サンドラ・イズバシャ ステリアナ・ニストル アナマリア・タミルジャン                                                                                             |
| 2012 ロンドン         | アメリカ合衆国 (USA) ガブリエル・ダグラス ジョーディン・ウィーバー ケイラ・ロス アレクサンドラ・レイズマン マッケイラ・マロニー | ロシア (RUS) アリーヤ・ムスタフィナ ビクトリア・コモワ キセニア・アファナセワ アナスタシア・グリシナ マリア・パセカ | ルーマニア (ROU) カタリナ・ポノル ラリサ・アンドレア・ヨルダケ ディアナ・ラウラ・ブリマル ディアナ・マリア・ケラル サンドラ・イズバシャ |
| 2016 リオデジャネイロ | アメリカ合衆国 (USA) シモーネ・バイルズ ガブリエル・ダグラス ローレン・ヘルナンデス マディソン・コシアン アレクサンドラ・レイズマン | ロシア (RUS) アンジェリーナ・メルニコワ アリーヤ・ムスタフィナ マリア・パセカ ダリア・スピリドノワ セダ・トゥトハラン | 中国 (CHN) 范憶琳 毛芸 商春松 譚佳薪 王姸 |
| 2020 東京             | ROC (ROC) リリア・アハイモワ ビクトリア・リストゥノワ アンゲリナ・メリニコワ ウラジスラワ・ウラゾワ | アメリカ合衆国 (USA) シモーン・バイルス ジョーダン・チャイルズ スニーサ・リー グレイス・マッカラム | イギリス (GBR) ジェニファー・ガディロワ ジェシカ・ガディロワ アリス・キンセラ アメリー・モーガン |

#### 個人総合
| 大会名                | 金                                            | 銀                                              | 銅                                            |
| --------------------- | --------------------------------------------- | ----------------------------------------------- | --------------------------------------------- |
| 1952 ヘルシンキ       | マリア・ゴロホフスカヤ ソビエト連邦 (URS)     | ニーナ・ボシャロワ ソビエト連邦 (URS)           | コロンディ・マルギット ハンガリー (HUN)       |
| 1956 メルボルン       | ラリサ・ラチニナ ソビエト連邦 (URS)           | ケレティ・アーグネシュ ハンガリー (HUN)         | ソフィア・ムラトワ ソビエト連邦 (URS)         |
| 1960 ローマ           | ラリサ・ラチニナ ソビエト連邦 (URS)           | ソフィア・ムラトワ ソビエト連邦 (URS)           | ポリーナ・アスタホワ ソビエト連邦 (URS)       |
| 1964 東京             | ベラ・チャスラフスカ チェコスロバキア (TCH)   | ラリサ・ラチニナ ソビエト連邦 (URS)             | ポリーナ・アスタホワ ソビエト連邦 (URS)       |
| 1968 メキシコシティ   | ベラ・チャスラフスカ チェコスロバキア (TCH)   | ジナイダ・ボローニナ ソビエト連邦 (URS)         | ナタリア・クチンスカヤ ソビエト連邦 (URS)     |
| 1972 ミュンヘン       | リュドミラ・ツリシチェワ ソビエト連邦 (URS)   | カリン・ヤンツ 東ドイツ (GDR)                   | タマラ・ラザコビッチ ソビエト連邦 (URS)       |
| 1976 モントリオール   | ナディア・コマネチ ルーマニア (ROM)           | ネリー・キム ソビエト連邦 (URS)                 | リュドミラ・ツリシチェワ ソビエト連邦 (URS)   |
| 1980 モスクワ         | エレナ・ダビドワ ソビエト連邦 (URS)           | ナディア・コマネチ ルーマニア (ROM)             | 該当者無し                                    |
| 1980 モスクワ         | エレナ・ダビドワ ソビエト連邦 (URS)           | マキシ・グナウク 東ドイツ (GDR)                 | 該当者無し                                    |
| 1984 ロサンゼルス     | メアリー・ルー・レットン アメリカ合衆国 (USA) | エカテリーナ・サボー ルーマニア (ROM)           | シモナ・ポーカ ルーマニア (ROM)               |
| 1988 ソウル           | エレーナ・シュシュノワ ソビエト連邦 (URS)     | ダニエラ・シリバシュ ルーマニア (ROM)           | スベトラーナ・ボギンスカヤ ソビエト連邦 (URS) |
| 1992 バルセロナ       | タチアナ・グツー EUN (EUN)                    | シャノン・ミラー アメリカ合衆国 (USA)           | ラビニア・ミロソビッチ ルーマニア (ROM)       |
| 1996 アトランタ       | リリア・ポドコパエワ ウクライナ (UKR)         | ジーナ・ゴージャン ルーマニア (ROM)             | シモナ・アマナール ルーマニア (ROM)           |
| 1996 アトランタ       | リリア・ポドコパエワ ウクライナ (UKR)         | ジーナ・ゴージャン ルーマニア (ROM)             | ラビニア・ミロソビッチ ルーマニア (ROM)       |
| 2000 シドニー         | シモナ・アマナール ルーマニア (ROM)           | マリア・オラルー ルーマニア (ROM)               | 劉璇 中国 (CHN)                               |
| 2004 アテネ           | カーリー・パターソン アメリカ合衆国 (USA)     | スベトラーナ・ホルキナ ロシア (RUS)             | 張楠 中国 (CHN)                               |
| 2008 北京             | ナスティア・リューキン アメリカ合衆国 (USA)   | ショーン・ジョンソン アメリカ合衆国 (USA)       | 楊伊琳 中国 (CHN)                             |
| 2012 ロンドン         | ガブリエル・ダグラス アメリカ合衆国 (USA)     | ビクトリア・コモワ ロシア (RUS)                 | アリーヤ・ムスタフィナ ロシア (RUS)           |
| 2016 リオデジャネイロ | シモーネ・バイルズ アメリカ合衆国 (USA)       | アレクサンドラ・レイズマン アメリカ合衆国 (USA) | アリーヤ・ムスタフィナ ロシア (RUS)           |
| 2020 東京             | スニーサ・リー アメリカ合衆国 (USA)           | レベカ・アンドラデ ブラジル (BRA)               | アンゲリナ・メリニコワ ROC (ROC)              |

#### 床
| 大会名                | 金                                              | 銀                                                | 銅                                            |
| --------------------- | ----------------------------------------------- | ------------------------------------------------- | --------------------------------------------- |
| 1952 ヘルシンキ       | ケレティ・アーグネシュ ハンガリー (HUN)         | マリア・ゴロホフスカヤ ソビエト連邦 (URS)         | コロンディ・マルギット ハンガリー (HUN)       |
| 1956 メルボルン       | ケレティ・アーグネシュ ハンガリー (HUN)         | 該当者無し                                        | エレーナ・レウステアヌ ルーマニア (ROM)       |
| 1956 メルボルン       | ラリサ・ラチニナ ソビエト連邦 (URS)             | 該当者無し                                        | エレーナ・レウステアヌ ルーマニア (ROM)       |
| 1960 ローマ           | ラリサ・ラチニナ ソビエト連邦 (URS)             | ポリーナ・アスタホワ ソビエト連邦 (URS)           | タマラ・リュウキナ ソビエト連邦 (URS)         |
| 1964 東京             | ラリサ・ラチニナ ソビエト連邦 (URS)             | ポリーナ・アスタホワ ソビエト連邦 (URS)           | アニコ・ヤーノシ・デュッツァ ハンガリー (HUN) |
| 1968 メキシコシティ   | ベラ・チャスラフスカ チェコスロバキア (TCH)     | 該当者無し                                        | ナタリア・クチンスカヤ ソビエト連邦 (URS)     |
| 1968 メキシコシティ   | ラリッサ・ペトリク ソビエト連邦 (URS)           | 該当者無し                                        | ナタリア・クチンスカヤ ソビエト連邦 (URS)     |
| 1972 ミュンヘン       | オルガ・コルブト ソビエト連邦 (URS)             | リュドミラ・ツリシチェワ ソビエト連邦 (URS)       | タマラ・ラザコビッチ ソビエト連邦 (URS)       |
| 1976 モントリオール   | ネリー・キム ソビエト連邦 (URS)                 | リュドミラ・ツリシチェワ ソビエト連邦 (URS)       | ナディア・コマネチ ルーマニア (ROM)           |
| 1980 モスクワ         | ナディア・コマネチ ルーマニア (ROM)             | 該当者無し                                        | マキシ・グナウク 東ドイツ (GDR)               |
| 1980 モスクワ         | ネリー・キム ソビエト連邦 (URS)                 | 該当者無し                                        | ナタリア・シャポシュニコワ ソビエト連邦 (URS) |
| 1984 ロサンゼルス     | エカテリーナ・サボー ルーマニア (ROM)           | ジュリアンヌ･マクナマラ アメリカ合衆国 (USA)      | メアリー・ルー・レットン アメリカ合衆国 (USA) |
| 1988 ソウル           | ダニエラ・シリバシュ ルーマニア (ROM)           | スベトラーナ・ボギンスカヤ ソビエト連邦 (URS)     | ダイアナ・ドゥデバ ブルガリア (BUL)           |
| 1992 バルセロナ       | ラビニア・ミロソビッチ ルーマニア (ROM)         | ヘンリエッタ・オノディ ハンガリー (HUN)           | クリスティーナ・ボンタシュ ルーマニア (ROM)   |
| 1992 バルセロナ       | ラビニア・ミロソビッチ ルーマニア (ROM)         | ヘンリエッタ・オノディ ハンガリー (HUN)           | タチアナ・グツー EUN (EUN)                    |
| 1992 バルセロナ       | ラビニア・ミロソビッチ ルーマニア (ROM)         | ヘンリエッタ・オノディ ハンガリー (HUN)           | シャノン・ミラー アメリカ合衆国 (USA)         |
| 1996 アトランタ       | リリア・ポドコパエワ ウクライナ (UKR)           | シモナ・アマナール ルーマニア (ROM)               | ドミニク・ドーズ アメリカ合衆国 (USA)         |
| 2000 シドニー         | エレーナ・ザモロドチコワ ロシア (RUS)           | スベトラーナ・ホルキナ ロシア (RUS)               | シモナ・アマナール ルーマニア (ROM)           |
| 2004 アテネ           | カタリーナ・ポノル ルーマニア (ROM)             | ニコレッタ・ダニエラ・ソフロニエ ルーマニア (ROM) | パトリシア・モレノ スペイン (ESP)             |
| 2008 北京             | サンドラ・イズバシャ ルーマニア (ROM)           | ショーン・ジョンソン アメリカ合衆国 (USA)         | ナスティア・リューキン アメリカ合衆国 (USA)   |
| 2012 ロンドン         | アレクサンドラ・レイズマン アメリカ合衆国 (USA) | カタリナ・ポノル ルーマニア (ROU)                 | アリーヤ・ムスタフィナ ロシア (RUS)           |
| 2016 リオデジャネイロ | シモーネ・バイルズ アメリカ合衆国 (USA)         | アレクサンドラ・レイズマン アメリカ合衆国 (USA)   | エイミー・ティンクラー イギリス (GBR)         |
| 2020 東京             | ジェイド・キャリー アメリカ合衆国 (USA)         | バネッサ・フェラーリ イタリア (ITA)               | 村上茉愛 日本 (JPN)                           |
| 2020 東京             | ジェイド・キャリー アメリカ合衆国 (USA)         | バネッサ・フェラーリ イタリア (ITA)               | アンゲリナ・メリニコワ ROC (ROC)              |

#### 平均台
| 大会名                | 金                                          | 銀                                          | 銅                                              |
| --------------------- | ------------------------------------------- | ------------------------------------------- | ----------------------------------------------- |
| 1952 ヘルシンキ       | ニーナ・ボシャロワ ソビエト連邦 (URS)       | マリア・ゴロホフスカヤ ソビエト連邦 (URS)   | コロンディ・マルギット ハンガリー (HUN)         |
| 1956 メルボルン       | ケレティ・アーグネシュ ハンガリー (HUN)     | エヴァ・ボサコワ チェコスロバキア (TCH)     | 該当者無し                                      |
| 1956 メルボルン       | ケレティ・アーグネシュ ハンガリー (HUN)     | タマーラ・マニナ ソビエト連邦 (URS)         | 該当者無し                                      |
| 1960 ローマ           | エヴァ・ボサコワ チェコスロバキア (TCH)     | ラリサ・ラチニナ ソビエト連邦 (URS)         | ソフィア・ムラトワ ソビエト連邦 (URS)           |
| 1964 東京             | ベラ・チャスラフスカ チェコスロバキア (TCH) | タマーラ・マニナ ソビエト連邦 (URS)         | ラリサ・ラチニナ ソビエト連邦 (URS)             |
| 1968 メキシコシティ   | ナタリア・クチンスカヤ ソビエト連邦 (URS)   | ベラ・チャスラフスカ チェコスロバキア (TCH) | ラリッサ・ペトリク ソビエト連邦 (URS)           |
| 1972 ミュンヘン       | オルガ・コルブト ソビエト連邦 (URS)         | タマラ・ラザコビッチ ソビエト連邦 (URS)     | カリン・ヤンツ 東ドイツ (GDR)                   |
| 1976 モントリオール   | ナディア・コマネチ ルーマニア (ROM)         | オルガ・コルブト ソビエト連邦 (URS)         | テオドラ・ウングレアヌ ルーマニア (ROM)         |
| 1980 モスクワ         | ナディア・コマネチ ルーマニア (ROM)         | エレナ・ダビドワ ソビエト連邦 (URS)         | ナタリア・シャポシュニコワ ソビエト連邦 (URS)   |
| 1984 ロサンゼルス     | エカテリーナ・サボー ルーマニア (ROM)       | 該当者無し                                  | キャシー・ジョンソン アメリカ合衆国 (USA)       |
| 1984 ロサンゼルス     | シモナ・ポーカ ルーマニア (ROM)             | 該当者無し                                  | キャシー・ジョンソン アメリカ合衆国 (USA)       |
| 1988 ソウル           | ダニエラ・シリバシュ ルーマニア (ROM)       | エレーナ・シュシュノワ ソビエト連邦 (URS)   | フェーベ・ミルズ アメリカ合衆国 (USA)           |
| 1988 ソウル           | ダニエラ・シリバシュ ルーマニア (ROM)       | エレーナ・シュシュノワ ソビエト連邦 (URS)   | ガブリエラ・ポトラック ルーマニア (ROM)         |
| 1992 バルセロナ       | タチアナ・リセンコ EUN (EUN)                | シャノン・ミラー アメリカ合衆国 (USA)       | 該当者無し                                      |
| 1992 バルセロナ       | タチアナ・リセンコ EUN (EUN)                | 陸莉 中国 (CHN)                             | 該当者無し                                      |
| 1996 アトランタ       | シャノン・ミラー アメリカ合衆国 (USA)       | リリア・ポドコパエワ ウクライナ (UKR)       | ジーナ・ゴージャン ルーマニア (ROM)             |
| 2000 シドニー         | 劉璇 中国 (CHN)                             | エカテリーナ・ロバズニュク ロシア (RUS)     | エレーナ・プロドノワ ロシア (RUS)               |
| 2004 アテネ           | カタリーナ・ポノル ルーマニア (ROM)         | カーリー・パターソン アメリカ合衆国 (USA)   | アレクサンドラ・エレミア ルーマニア (ROM)       |
| 2008 北京             | ショーン・ジョンソン アメリカ合衆国 (USA)   | ナスティア・リューキン アメリカ合衆国 (USA) | 程菲 中国 (CHN)                                 |
| 2012 ロンドン         | 鄧琳琳 中国 (CHN)                           | 眭禄 中国 (CHN)                             | アレクサンドラ・レイズマン アメリカ合衆国 (USA) |
| 2016 リオデジャネイロ | サネ・ウェイファース オランダ (NED)         | ローレン・ヘルナンデス アメリカ合衆国 (USA) | シモーネ・バイルズ アメリカ合衆国 (USA)         |
| 2020 東京             | 管晨辰 中国 (CHN)                           | 唐茜靖 中国 (CHN)                           | シモーン・バイルス アメリカ合衆国 (USA)         |

#### 段違い平行棒
| 大会名                | 金                                           | 銀                                          | 銅                                            |
| --------------------- | -------------------------------------------- | ------------------------------------------- | --------------------------------------------- |
| 1952 ヘルシンキ       | コロンディ・マルギット ハンガリー (HUN)      | マリア・ゴロホフスカヤ ソビエト連邦 (URS)   | ケレティ・アーグネシュ ハンガリー (HUN)       |
| 1956 メルボルン       | ケレティ・アーグネシュ ハンガリー (HUN)      | ラリサ・ラチニナ ソビエト連邦 (URS)         | ソフィア・ムラトワ ソビエト連邦 (URS)         |
| 1960 ローマ           | ポリーナ・アスタホワ ソビエト連邦 (URS)      | ラリサ・ラチニナ ソビエト連邦 (URS)         | タマラ・リュウキナ ソビエト連邦 (URS)         |
| 1964 東京             | ポリーナ・アスタホワ ソビエト連邦 (URS)      | カタリン・マクライ ハンガリー (HUN)         | ラリサ・ラチニナ ソビエト連邦 (URS)           |
| 1968 メキシコシティ   | ベラ・チャスラフスカ チェコスロバキア (TCH)  | カリン・ヤンツ 東ドイツ (GDR)               | ジナイダ・ボロニナ ソビエト連邦 (URS)         |
| 1972 ミュンヘン       | カリン・ヤンツ 東ドイツ (GDR)                | オルガ・コルブト ソビエト連邦 (URS)         | 該当者無し                                    |
| 1972 ミュンヘン       | カリン・ヤンツ 東ドイツ (GDR)                | エリカ・ズコルド 東ドイツ (GDR)             | 該当者無し                                    |
| 1976 モントリオール   | ナディア・コマネチ ルーマニア (ROM)          | テオドラ・ウングレアヌ ルーマニア (ROM)     | マルタ・エゲルバリ ハンガリー (HUN)           |
| 1980 モスクワ         | マキシ・グナウク 東ドイツ (GDR)              | エミリア・エベルレ ルーマニア (ROM)         | マリア・フィラトワ ソビエト連邦 (URS)         |
| 1980 モスクワ         | マキシ・グナウク 東ドイツ (GDR)              | エミリア・エベルレ ルーマニア (ROM)         | シュテフィ・クラケル 東ドイツ (GDR)           |
| 1980 モスクワ         | マキシ・グナウク 東ドイツ (GDR)              | エミリア・エベルレ ルーマニア (ROM)         | メリタ・リューン ルーマニア (ROM)             |
| 1984 ロサンゼルス     | 馬燕紅 中国 (CHN)                            | 該当者無し                                  | メアリー・ルー・レットン アメリカ合衆国 (USA) |
| 1984 ロサンゼルス     | ジュリアンヌ･マクナマラ アメリカ合衆国 (USA) | 該当者無し                                  | メアリー・ルー・レットン アメリカ合衆国 (USA) |
| 1988 ソウル           | ダニエラ・シリバシュ ルーマニア (ROM)        | ダグマー・ケルステン 東ドイツ (GDR)         | エレーナ・シュシュノワ ソビエト連邦 (URS)     |
| 1992 バルセロナ       | 陸莉 中国 (CHN)                              | タチアナ・グツー EUN (EUN)                  | シャノン・ミラー アメリカ合衆国 (USA)         |
| 1996 アトランタ       | スベトラーナ・ホルキナ ロシア (RUS)          | 畢文静 中国 (CHN)                           | 該当者無し                                    |
| 1996 アトランタ       | スベトラーナ・ホルキナ ロシア (RUS)          | エイミー・チョウ アメリカ合衆国 (USA)       | 該当者無し                                    |
| 2000 シドニー         | スベトラーナ・ホルキナ ロシア (RUS)          | 凌潔 中国 (CHN)                             | 楊雲 中国 (CHN)                               |
| 2004 アテネ           | エミリ・ルパンネ フランス (FRA)              | テリン・ハンフリー アメリカ合衆国 (USA)     | コートニー・クペッツ アメリカ合衆国 (USA)     |
| 2008 北京             | 何可欣 中国 (CHN)                            | ナスティア・リューキン アメリカ合衆国 (USA) | 楊伊琳 中国 (CHN)                             |
| 2012 ロンドン         | アリーヤ・ムスタフィナ ロシア (RUS)          | 何可欣 中国 (CHN)                           | エリザベス・トウェドル イギリス (GBR)         |
| 2016 リオデジャネイロ | アリーヤ・ムスタフィナ ロシア (RUS)          | マディソン・コシアン アメリカ合衆国 (USA)   | ゾフィー・シェダー ドイツ (GER)               |
| 2020 東京             | ニナ・デルワール ベルギー (BEL)              | アナスタシア・イリヤンコワ ROC (ROC)        | スニーサ・リー アメリカ合衆国 (USA)           |

#### 跳馬
| 大会名                | 金                                            | 銀                                            | 銅                                            |
| --------------------- | --------------------------------------------- | --------------------------------------------- | --------------------------------------------- |
| 1952 ヘルシンキ       | エカテリーナ・カリンチュク ソビエト連邦 (URS) | マリア・ゴロホフスカヤ ソビエト連邦 (URS)     | ガリーナ・ミナイチェワ ソビエト連邦 (URS)     |
| 1956 メルボルン       | ラリサ・ラチニナ ソビエト連邦 (URS)           | タマーラ・マニナ ソビエト連邦 (URS)           | タシュー・オルガ ハンガリー (HUN)             |
| 1956 メルボルン       | ラリサ・ラチニナ ソビエト連邦 (URS)           | タマーラ・マニナ ソビエト連邦 (URS)           | アン＝ソフィ・ペッテション スウェーデン (SWE) |
| 1960 ローマ           | マルガリータ・ニコラエワ ソビエト連邦 (URS)   | ソフィア・ムラトワ ソビエト連邦 (URS)         | ラリサ・ラチニナ ソビエト連邦 (URS)           |
| 1964 東京             | ベラ・チャスラフスカ チェコスロバキア (TCH)   | ラリサ・ラチニナ ソビエト連邦 (URS)           | 該当者無し                                    |
| 1964 東京             | ベラ・チャスラフスカ チェコスロバキア (TCH)   | ビルギット・ラドフラ 東西統一ドイツ (EUA)     | 該当者無し                                    |
| 1968 メキシコシティ   | ベラ・チャスラフスカ チェコスロバキア (TCH)   | エリカ・ズコルド 東ドイツ (GDR)               | ジナイダ・ボロニナ ソビエト連邦 (URS)         |
| 1972 ミュンヘン       | カリン・ヤンツ 東ドイツ (GDR)                 | エリカ・ズコルド 東ドイツ (GDR)               | リュドミラ・ツリシチェワ ソビエト連邦 (URS)   |
| 1976 モントリオール   | ネリー・キム ソビエト連邦 (URS)               | リュドミラ・ツリシチェワ ソビエト連邦 (URS)   | 該当者無し                                    |
| 1976 モントリオール   | ネリー・キム ソビエト連邦 (URS)               | キャロラ・ドンベック 東ドイツ (GDR)           | 該当者無し                                    |
| 1980 モスクワ         | ナタリア・シャポシュニコワ ソビエト連邦 (URS) | シュテフィ・クラケル 東ドイツ (GDR)           | メリタ・リューン ルーマニア (ROM)             |
| 1984 ロサンゼルス     | エカテリーナ・サボー ルーマニア (ROM)         | メアリー・ルー・レットン アメリカ合衆国 (USA) | ラヴィニア・アガケ ルーマニア (ROM)           |
| 1988 ソウル           | スベトラーナ・ボギンスカヤ ソビエト連邦 (URS) | ガブリエラ・ポトラック ルーマニア (ROM)       | ダニエラ・シリバシュ ルーマニア (ROM)         |
| 1992 バルセロナ       | ラビニア・ミロソビッチ ルーマニア (ROM)       | 該当者無し                                    | タチアナ・リセンコ EUN (EUN)                  |
| 1992 バルセロナ       | ヘンリエッタ・オノディ ハンガリー (HUN)       | 該当者無し                                    | タチアナ・リセンコ EUN (EUN)                  |
| 1996 アトランタ       | シモナ・アマナール ルーマニア (ROM)           | 莫慧蘭 中国 (CHN)                             | ジーナ・ゴージャン ルーマニア (ROM)           |
| 2000 シドニー         | エレーナ・ザモロドチコワ ロシア (RUS)         | アンドレーア・ラドゥカン ルーマニア (ROM)     | エカテリーナ・ロバズニュク ロシア (RUS)       |
| 2004 アテネ           | モニカ・ロシュ ルーマニア (ROM)               | アニア・ハッチ アメリカ合衆国 (USA)           | アンナ・パヴロワ ロシア (RUS)                 |
| 2008 北京             | ホン・ウンジョン 北朝鮮 (PRK)                 | オクサナ・チュソビチナ ドイツ (GER)           | 程菲 中国 (CHN)                               |
| 2012 ロンドン         | サンドラ・イズバシャ ルーマニア (ROU)         | マッケイラ・マロニー アメリカ合衆国 (USA)     | マリア・パセカ ロシア (RUS)                   |
| 2016 リオデジャネイロ | シモーネ・バイルズ アメリカ合衆国 (USA)       | マリア・パセカ ロシア (RUS)                   | ジウリア・シュタイングルーバー スイス (SUI)   |
| 2020 東京             | レベカ・アンドラデ ブラジル (BRA)             | ミカイラ・スキナー アメリカ合衆国 (USA)       | 呂書晶 韓国 (KOR)                             |

### 廃止種目

#### 手具体操団体
| 大会名          | 金 | 銀 | 銅 |
| --------------- | --- | --- | --- |
| 1952 ヘルシンキ | スウェーデン (SWE) エヴィ・ベルグレン ヴァーニャ・ブロムベルグ カリン・リンドベルグ ヒョルディス・ノルディン アン＝ソフィ・ペッテション ギョータ・ペテルソン ギュン・ロリング イングリッド・サンダール | ソビエト連邦 (URS) マリア・ゴロホフスカヤ ニーナ・ボシャロワ ペラゲワ・ダニロワ メデヤ・ジュゲリ エカテリーナ・カリンチュク ガリーナ・ミナイチェワ ガリーナ・シャムライ ガリーナ・ウルバノビッチ | ハンガリー (HUN) ケレティ・アーグネシュ コロンディ・マルギット ボドー・アンドレア ダルハージ=カルチッツ・イレーン クテレシュ・エルジェーベト ケヴィ=ザライ・マーリア ペレーニー=ウェッキンゲル・エディト タシュー・オルガ |
| 1956 メルボルン | ハンガリー (HUN) ケレティ・アーグネシュ コロンディ・マルギット クテレシュ・エルジェーベト ケルテース・アリーズ タシュー・オルガ ボドー・アンドレア                                                     | スウェーデン (SWE) エヴィ・ベルグレン ドリス・ヘドベルグ マウド・カルレン カリン・リンドベルグ アン＝ソフィ・ペッテション エヴァ・ローンシュトローム                                             | ソビエト連邦 (URS) ポリーナ・アスタホワ リュドミラ・エゴロワ リディア・カリニナ ラリサ・ラチニナ タマーラ・マニナ ソフィア・ムラトワ                                                                                      |
| 1956 メルボルン | ハンガリー (HUN) ケレティ・アーグネシュ コロンディ・マルギット クテレシュ・エルジェーベト ケルテース・アリーズ タシュー・オルガ ボドー・アンドレア                                                     | スウェーデン (SWE) エヴィ・ベルグレン ドリス・ヘドベルグ マウド・カルレン カリン・リンドベルグ アン＝ソフィ・ペッテション エヴァ・ローンシュトローム                                             | ポーランド (POL) ドロタ・ホショネク・ヨキエル ナタリア・コット ドヌタ・ノヴァク・スタホフ ヘレナ・ラコチ リディア・シュチェルビンスカ バルバラ・ヴィルク・シリゾフスカ                                                    |

## 新体操

### 個人総合
| 大会名                | 金                                                | 銀                                        | 銅                                                |
| --------------------- | ------------------------------------------------- | ----------------------------------------- | ------------------------------------------------- |
| 1984 ロサンゼルス     | ローリ・ファン カナダ (CAN)                       | ドイナ・シュタイクレスク ルーマニア (ROM) | レギーナ・ヴェーバー 西ドイツ (FRG)               |
| 1988 ソウル           | マリーナ・ロバチ ソビエト連邦 (URS)               | アドリアナ・ドナフスカ ブルガリア (BUL)   | アレクサンドラ・ティモシェンコ ソビエト連邦 (URS) |
| 1992 バルセロナ       | アレクサンドラ・ティモシェンコ EUN (EUN)          | キャロリーナ・パスクアル スペイン (ESP)   | オクサナ・スカルディーナ EUN (EUN)                |
| 1996 アトランタ       | エカテリーナ・セレブリアンスカヤ ウクライナ (UKR) | ヤナ・バテリシナ ロシア (RUS)             | エレーナ・ビトリチェンコ ウクライナ (UKR)         |
| 2000 シドニー         | ユリア・バルスコワ ロシア (RUS)                   | ユリア・ラスキナ ベラルーシ (BLR)         | アリーナ・カバエワ ロシア (RUS)                   |
| 2004 アテネ           | アリーナ・カバエワ ロシア (RUS)                   | イリーナ・チャシナ ロシア (RUS)           | アンナ・ベッソノバ ウクライナ (UKR)               |
| 2008 北京             | エフゲニア・カナエワ ロシア (RUS)                 | インナ・ジュコワ ベラルーシ (BLR)         | アンナ・ベッソノワ ウクライナ (UKR)               |
| 2012 ロンドン         | エフゲニア・カナエワ ロシア (RUS)                 | ダリア・ドミトリエワ ロシア (RUS)         | リボフ・チャルカシナ ベラルーシ (BLR)             |
| 2016 リオデジャネイロ | マルガリータ・マムン ロシア (RUS)                 | ヤナ・クドリャフツェワ ロシア (RUS)       | アンナ・リザディノワ ウクライナ (UKR)             |
| 2020 東京             | リノイ・アシュラム イスラエル (ISR)               | ディナ・アベリナ ROC (ROC)                | アリーナ・ハルナスコ ベラルーシ (BLR)             |

### 団体総合
| 大会名                | 金 | 銀 | 銅 |
| --------------------- | --- | --- | --- |
| 1996 アトランタ       | スペイン (ESP) マルタ・バルド ヌリア・カバニリャス エステラ・ヒメネス ロレーナ・グレンデス タニア・ラマルカ エスティバリス・マルティネス               | ブルガリア (BUL) イナ・デルチェワ ヴァレンティナ・ケブリアン マリヤ・コレワ マーヤ・タバコワ イベリーナ・タレワ ヴィアラ・バタチェカ                                 | ロシア (RUS) エヴゲニヤ・ボチェカリョワ オルガ・シャチレンコ イリーナ・デジューバ アンジェリーナ・ユーシャコワ ユリヤ・イバノワ エレーナ・クリボシャエイ       |
| 2000 シドニー         | ロシア (RUS) イリーナ・ベロワ エレーナ・シャラモワ ナタリア・ラブロワ マリア・ネテショワ ヴェラ・シマンスカヤ イリーナ・ジルベール                     | ベラルーシ (BLR) タチアナ・アナンコ タチアナ・ベラン アンナ・グラズコワ イリーナ・イリェンコワ マリア・ラズウク オルガ・プゼビチェ                                   | ギリシャ (GRE) アイリーニ・アインディリ エヴァンゲリーナ・クリストドウロウ マリア・ゲオルガトゥ ザハルラ・カリャミ チャリクレイア・パンタジ アンナ・ポルラトゥ |
| 2004 アテネ           | ロシア (RUS) オレシア・ベルギナ オルガ・グラツキフ タチアナ・クルバコワ ナタリア・ラブロワ エレナ・ムルジナ エレナ・ポセビナ                           | イタリア (ITA) エリーザ・ブランキ ファブリツィア・ドッタビオ マリネラ・ファルカ ダニエラ・マッセローニ エリーザ・サントーニ ローラ・ベルニッツィ                     | ブルガリア (BUL) ザネタ・イリエワ エレオノーラ・ケジョワ ゾルニツァ・マリノワ クリスチナ・ラングエロワ ガリナ・タンチェワ ウラジスラワ・タンチェワ             |
| 2008 北京             | ロシア (RUS) マルガリータ・アリュチュク アンナ・ガブリレンコ タチアナ・ゴルブノワ エレーナ・ポセフィナ ダリア・シュクリヒナ ナタリア・ズエワ           | 中国 (CHN) 蔡彤彤 侴陶 呂遠洋 隋剣爽 孫丹 章碩 | ベラルーシ (BLR) オレシャ・バブシュキナ アナスタシア・イワンコワ ジナイーダ・ルニナ グラフィラ・マルチノビッチ クセニア・サンコビッチ アリーナ・ツミロビッチ   |
| 2012 ロンドン         | ロシア (RUS) アナスタシア・ブリズニュク ウリアナ・ドンスコワ クセニア・ドゥトキナ アリナ・マカレンコ アナスタシア・ナザレンコ カロリナ・セバストヤノワ | ベラルーシ (BLR) マリーナ・ガンチャロワ アナスタシア・イワンコワ ナタリア・レシュチュク アリャクサンドラ・ナルケビッチ クセニア・サンコビッチ アリナ・トゥミロビッチ | イタリア (ITA) エリーザ・ブランキ ロミナ・ラウリト マルタ・パグニーニ エリーザ・サントニ アンゼリカ・サブラリュク アンドレーア・ステファネスク                 |
| 2016 リオデジャネイロ | ロシア (RUS) ベラ・ビリュコワ アナスタシア・ブリズニュク アナスタシア・マクシモワ アナスタシア・タタレワ マリア・トルカチョワ                          | スペイン (ESP) サンドラ・アギラール アルテミ・ガヴェソ エレーナ・ロペス ルルデス・モエダーノ アレハンドラ・ケレーダ                                                  | ブルガリア (BUL) レネタ・カムベロバ リュボミラ・カザノヴァ ミハエラ・マエフスカ ツヴェテリーナ・ナイデノヴァ クリスティアーナ・トドロヴァ                      |
| 2020 東京             | ブルガリア (BUL) シモナ・ジャンコバ ステファニ・キリャコバ マドレン・ラドゥカノバ ラウラ・トライツ エリカ・ザフィロバ                                  | ROC (ROC) アナスタシア・ブリズニュク アナスタシア・マクシモワ アンゲリナ・シカトワ アナスタシア・タタレワ アリーサ・チシチェンコ                                     | イタリア (ITA) マルティーナ・チェントファンティ アニェセ・ドゥランティ アレッシア・マウレーリ ダニエラ・モグレアン マルティーナ・サンタンドレア                |

## トランポリン

### 個人
| 大会名                | 金                                | 銀                                    | 銅                                        |
| --------------------- | --------------------------------- | ------------------------------------- | ----------------------------------------- |
| 2000 シドニー         | イリーナ・カラバエワ ロシア (RUS) | オクサナ・ツィフレワ ウクライナ (UKR) | カレン・コーバーン カナダ (CAN)           |
| 2004 アテネ           | アンナ・ドゴナゼ ドイツ (GER)     | カレン・コーバーン カナダ (CAN)       | 黄珊汕 中国 (CHN)                         |
| 2008 北京             | 何雯娜 中国 (CHN)                 | キャレン・クックバーン カナダ (CAN)   | エカテリーナ・キルコ ウズベキスタン (UZB) |
| 2012 ロンドン         | ロザンナ・マクレナン カナダ (CAN) | 黄珊汕 中国 (CHN)                     | 何雯娜 中国 (CHN)                         |
| 2016 リオデジャネイロ | ロザンナ・マクレナン カナダ (CAN) | ブライオニー・ページ イギリス (GBR)   | 李丹 中国 (CHN)                           |
| 2020 東京             | 朱雪瑩 中国 (CHN)                 | 劉霊玲 中国 (CHN)                     | ブライオニー・ページ イギリス (GBR)       |